# Tratatul de la Badajoz (1801)
Tratatul de la Badajoz este un tratat de pace semnat de Spania și Portugalia la 6 iunie 1801. Portugalia a cedat orașul de frontieră Olivença către Spania și și-a închis porturile pentru transporturi militare și comerciale britanice. 
În aceeași zi, Portugalia a semnat un tratat separat la Badajoz cu Franța, pe care Napoleon, pe atunci primul consul al Franței, a refuzat să îl semneze. O versiune modificată a fost convenită în septembrie 1801, care este cunoscută sub numele de Tratatul de la Madrid; Franța a primit mari părți din America de Sud ce aparțineau Portugaliei din ceea ce este acum Brazilia, plus o plată de 20 de milioane de franci . 

## Fundament

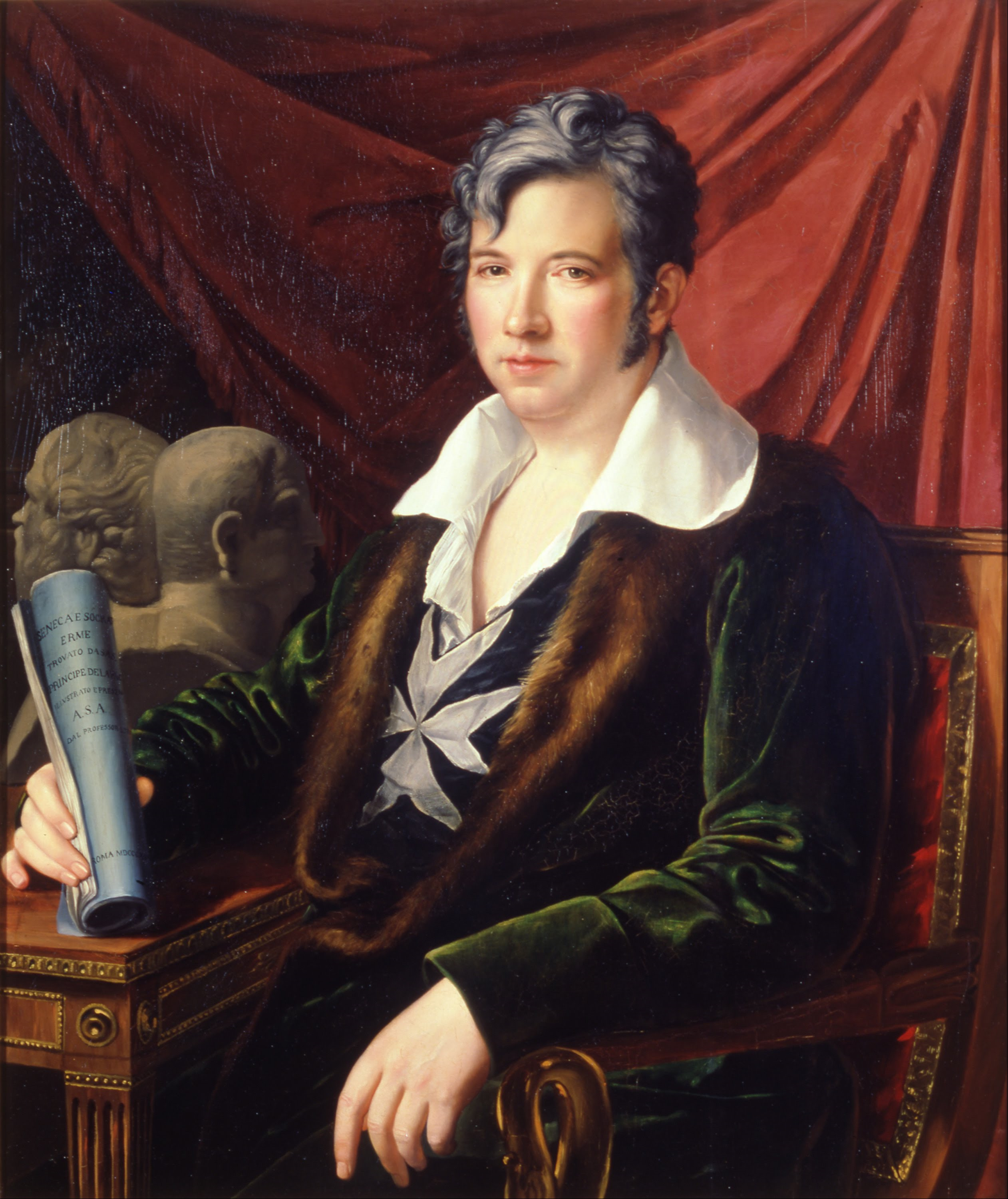
Manuel Godoy aproximativ 1805-1808 de Madrazo

Pentru o mare parte a secolului al XVIII-lea, Spania și Franța au fost aliate, dar după executarea lui Ludovic al XVI-lea în 1793, Spania s-a alăturat războiului primei coaliții împotriva primei republici franceze. După ce a fost învinsă în Războiul din Pirinei, Spania a părăsit Coaliția și a făcut pace cu Franța în urma Păcii de la Basel din 1795. 
Sub Carol al IV-lea, guvernul era controlat de ministrul Manuel Godoy, întrucât regele își petrecea cea mai mare parte a timpului vânând.  Condusă de Godoy, Spania a convenit o alianță cu Franța prin Tratatul de la San Ildefonso din august 1796 și a declarat război Marii Britanii, apoi s-a angajat în Războiul celei de-a Doua Coaliții 1798-1802. 

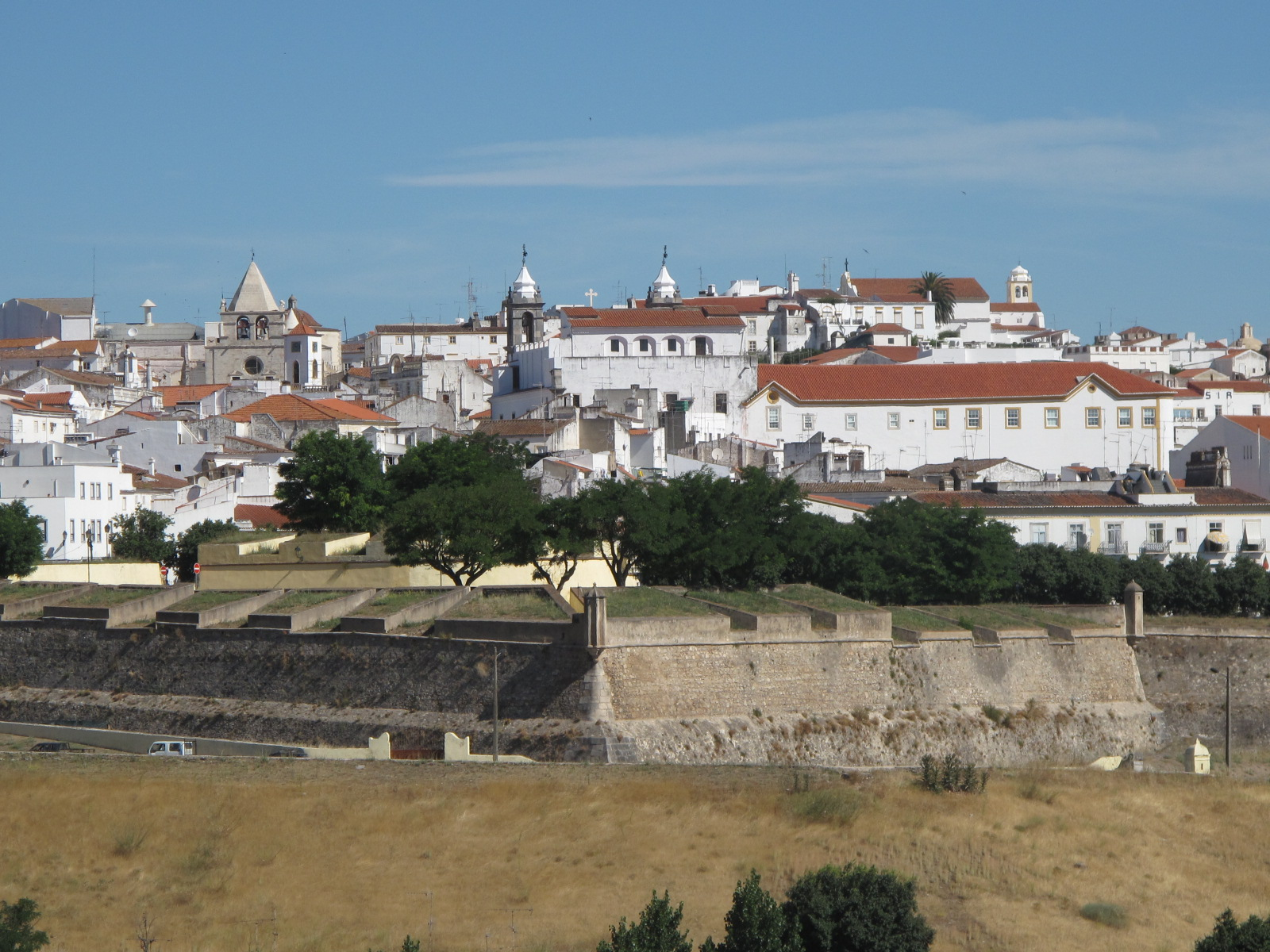
Elvas în Portugalia, asediat de Spania în mai 1801

Portugalia s-a alăturat și primei coaliții, dar spre deosebire de Spania nu a făcut pace cu Franța. Se afla într-o poziție dificilă; Napoleon i-a cerut să sprijine blocajul său economic închizând porturile lor transportului britanic dar economia lor depindea de comerțul cu Brazilia. Aceste legături ar putut fi ușor întrerupte de o armată regală ostilă, Marea Britanie fiind, de asemenea, principala piață a produselor agricole portugheze. Interesul economic propriu însemna că Portugalia înclina spre Marea Britanie, dar avea nevoie de sprijin; între 1791-1801, guvernul britanic a furnizat bani, provizii și o armată de 6.000 de soldați sub generalul Charles Stuart.
Stuart a capturat insula spaniolă Menorca în 1798, ocupată anterior de Marea Britanie în perioada 1708-1782 și a cărei recuperare a fost principala realizare a participării Spaniei la războiul anglo-francez din 1778-1783. Pierderea l-a subminat pe Godoy, care a fost înlăturat din funcția de prim ministru în 1797 și promovat în poziția de căpitan-general . Trupele britanice au fost retrase din Portugalia la începutul anului 1801; Godoy a revenit în funcția de prim ministru în mai, iar Spania a invadat Portugalia în urma Războiului Portocalelor . Lupta principală a fost asediul orașului portughez Elvas, dar niciuna dintre părți nu și-a dorit războiul cu mult entuziasm. Când un corp al armatei franceze a intrat în Spania prin nord-est pentru a-și „susține” aliații spanioli, cele două țări au ajuns rapid la o înțelegere. 

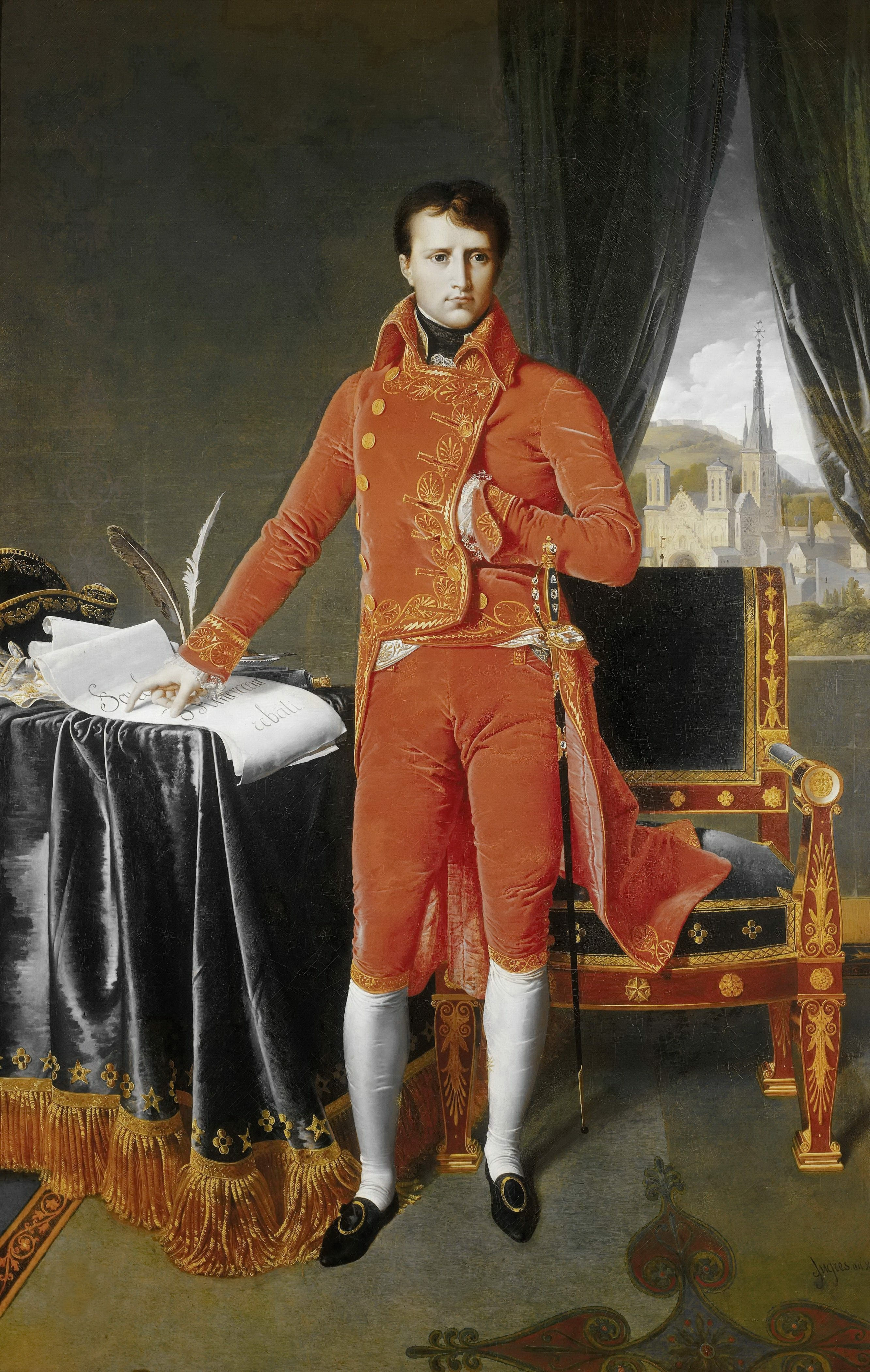
Napoleon, primul consul al Franței; deși nu a fost prezent, înțelegerea a fost realizată în mare parte datorită lui.

De asemenea, au fost acțiuni limitate în America de Sud, unde Spania și Portugalia se luptau timp de 300 de ani cu privire la delimitarea frontierelor în regiunea Río de la Plata. Acestea fuseseră stabilite prin Primul Tratat de la San Ildefonso din 1777 și prin Tratatul de la El Pardo din 1778, însă războiul din Europa a oferit ambelor părți o scuză pentru a-și îmbunătăți pozițiile. O tentativă spaniolă de Capturare a statului Mato Grosso din Brazilia modernă a fost respinsă în timp ce portughezii au capturat Misiones Orientales, alocată Spaniei în 1778. Deși nu este menționat în Tratatul de la Badajoz, acest teritoriu a făcut parte din Brazilia încă de la independența față de Portugalia în 1822.

## Dispoziții
La 6 iunie, Spania și Portugalia au semnat Tratatul de la Badajoz, principalele dispoziții fiind transferul orașelor Olivença și Almeida către Spania și interzicerea navelor britanice din porturile portugheze. Posesiunea Olivença a fost contestată prin Tratatul de la Alcañices din 1297 ; Portugalia a recuperat în cele din urmă Almeida, dar Olivença a rămas sub control spaniol.
În aceeași zi, Portugalia a semnat un al doilea tratat de la Badajoz cu Franța, reprezentată de fratele mai mic al lui Napoleon, Lucien Bonaparte, acordând Franței câștiguri teritoriale substanțiale în America de Sud. Granița modernă dintre Guyana Franceză și Brazilia este râul Oyapock, care a fost convenită în 1713; tratatul propus l-a mutat spre sud către râul Araguari sau Amapá, luând părți mari din nordul Braziliei. Portugalia a convenit, de asemenea, să își închidă porturile pentru transportul britanic, să plătească o indemnizație de 2 milioane de franci și să permită importul de mărfuri din lână franceză. 
Cu toate acestea, Napoleon a refuzat să ratifice Tratatul, susținând că Lucien Bonaparte care l-a semnat și ministrul său de externe, Talleyrand, care au fost de acord cu condițiile, au fost mituiți de portughezi.

## Urmări

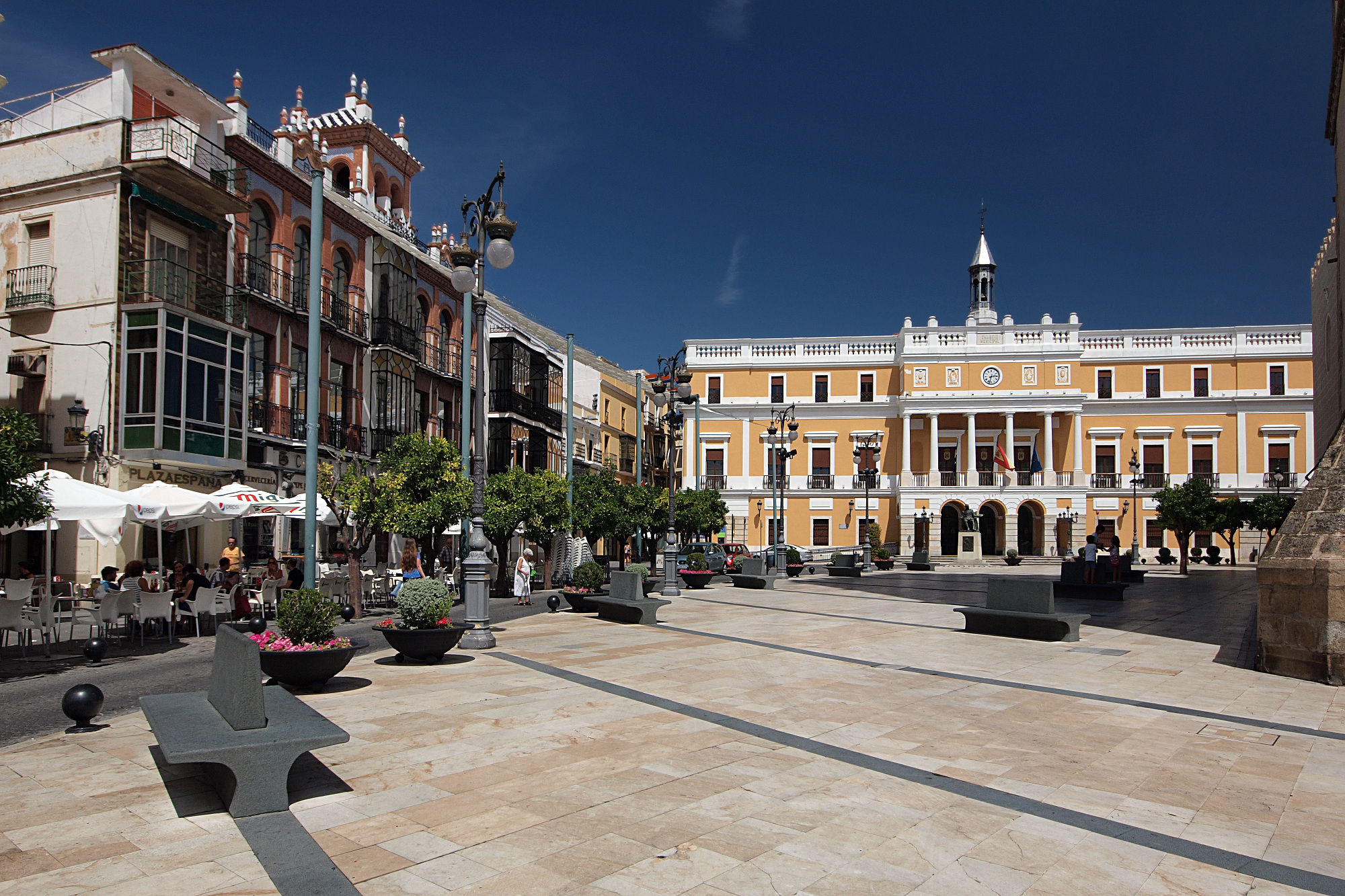
Plaza de España din Badajoz

Pentru a minimaliza impactul interdicției de utilizare a porturilor portugheze, o forță britanică a ocupat insula Madeira în luna iulie; aceasta a fost folosită de Royal Navy pentru a asambla convoiuri de transport maritim care au fost apoi escortate în porturile britanice.
Cu toate acestea, Marea Britanie și Franța negociau deja Tratatul de la Amiens care a pus capăt Războiului celei de-a doua coaliții în martie 1802 și au redeschis porturile portugheze. De asemenea, Spania a suspendat războiul anglo-spaniol din 1796-1808 existând o pauză până când Marea Britanie și Franța au reînceput ostilitățile în 1803. 
Spania a declarat război Marii Britanii în decembrie 1804; Portugalia a rămas neutră până când Spania și Franța au semnat Tratatul de la Fontainebleau din 1808, împărțind Portugalia între ele. Tratatul de la Badajoz conținea o clauză care arăta că orice încălcare a condițiilor sale, o făcea nulă; Portugalia a declarat că Tratatul de la Fontainebleau a constituit o astfel de încălcare și a anulat acordul. Acesta este un motiv pentru care Portugalia a contestat suveranitatea spaniolă asupra Olivençei, celălalt fiind faptul că ocupația sa contravinea Tratatului de la Viena din 1815.
În 2003, José Ribeiro e Castro, un europarlamentar portughez a ridicat problema în cadrul Consiliului Europei, dar, deși a rămas o problemă, nu a perturbat relațiile dintre aceste țări. În 2008, Olivenza și o serie de alte orașe portugheze și spaniole au devenit parte din Euroregiunea Extrem-Alentejo.